# Virginia (Mercadante)
Virginia es una ópera en 3 actos de Saverio Mercadante con libreto en italiano de Salvatore Cammarano, basado en la tragedia Virginia de Vittorio Alfieri, escrita entre 1787 y 1783, que se basa a su vez en la historia mítica de Virginia que narra Tito Livio en su Ad Urbe condita. Aunque compuesta en 1850, la ópera no fue estrenada hasta el 7 de abril de 1866 en el Teatro San Carlo de Nápoles, siendo la última ópera que Mercadante estrenó en vida, aunque no la última que compuso (con posterioridad, la inédita Francesca da Rimini fue estrenada de forma póstuma en 2016). 

## Historia
Originalmente, el tema fue propuesto por Mercadante al Teatro La Fenice, pero la propuesta fue rechazada. No es de extrañar, dado que la obra de Alfieri (y la historia de la legendaria Virginia) toca temas delicados, como la corrupción del poder, y otros compositores que utilizaron el mismo argumento (Alessandro Nini en 1843 y Nicola Vaccai en 1845) tuvieron problemas con la censura.
Mercadante se encontraba de gira por el norte de Italia cuando le sorprendieron los sucesos revolucionarios de 1848 en Milán y se ve obligado a regresar a Nápoles, a donde también han llegado los movimientos revolucionarios. El rey Fernando II de las Dos Sicilias se ve obligado a aceptar una constitución en 1848, pero en marzo de 1849 disuelve el parlamento y, aunque la constitución no fue nunca anulada, quedó sin efecto al retornar la monarquía absoluta
Mercadante, deplorando la política real, decide entonces retomar su idea de componer una ópera basada de la Virginia de Alfieri, historia que critica los excesos del poder y cuenta con una revuelta que termina con el poder de los decenviros. Para ello cuenta con la complicidad de Salvatore Cammarano, quien concluye el libreto para finales de 1849. Mercadante compone la música entre diciembre de 1849 y marzo de 1850, mes en el que está previsto el estreno en el teatro San Carlo. Pero el rey, enterado de la trama de la obra, prohíbe su estreno, aun cuando el libreto de Cammarano había evitado cualquier posible implicación política negativa. La censura ofreció estrenar la ópera si se sustituía el lugar de la acción de Italia a Egipto, pero Mercadante se negó. Así, el 1 de marzo de 1851, en lugar de estrenarse Virginia, se estrena otra ópera de Mercadante, Medea.
Mercadante no pudo estrenar su ópera durante el período borbónico, y a la caída de este, en 1861, el compositor Errico Petrella estrena en la ciudad su propia versión de Virginia, por lo que no era conveniente estrenar otra ópera con el mismo argumento. La ópera se estrena finalmente el 7 de abril de 1866, sin demasiado éxito, ya que, compuesta quince años atrás, quedaba lejos de los gustos del público en ese momento. La siguiente función tuvo mejor resultado, probablemente por la presencia del anciano y ciego compositor. La ópera no consiguió establecerse en el repertorio de los teatros italianos, y apenas fue representada en Roma en 1872 y Turín en 1877, además de una reposición en Nápoles en 1901.
Tras 75 años de ausencia, la ópera se recuperó el 27 de noviembre de 1976 en el Queen’s University Festival de Belfast, con Janet Price y Christian du Plessis en los papeles protagonistas y dirigida por James Judd. La ópera estaba programada para el 29 de marzo de 1978 en el Carnegie Hall de Nueva York, pero una enfermedad de la soprano que iba a protagonizarla, Montserrat Caballé, llevó a su cancelación y no fue reprogramada. En 2010 la ópera ha sido representada en el Wexford Festival Opera, con Angela Meade en el rol protagonista.

## Personajes
| Personaje | Voz      | Intérprete del estreno. Director de orquesta: Nicola de Giosa |
| --- | -------- | ------------------------------------------------------------- |
| Virginio (plebeyo) | barítono | Francesco Pandolfini                                          |
| Virginia (su hija) | soprano  | Marcella Lotti della Santa                                    |
| Appio Claudio (decenviro) | tenor    | Raffaele Mirate                                               |
| Icilio (plebeyo, prometido de Virginia)                                                                                                 | tenor    | Giorgio Stigelli                                              |
| Marco (cliente de Appio Claudio) | bajo     | Marco Arati                                                   |
| Tullia (nodriza de Virginia) | soprano  | Adelaide Morelli                                              |
| Valerio | tenor    | Giuseppe Menni                                                |
| Patricios, invitados, sacerdotes, familiares y amigos de Virginio, doncellas de Virginia, Lictores, secuaces de Marco, esclavos, pueblo |          |                                                               |

## Argumento
La acción tiene lugar en la Antigua Roma en tiempos de la república, en el s. V a. C. 
Acto I
Sala magnífica en el palacio de los decenviros
Un grupo de patricios celebra un banquete. Entre ellos está Appio Claudio, quien, enamorado de la plebeya Virginia, ha enviado a su cliente Marco a seducirla, pero éste regresa y le dice que ha sido en vano (aria: Ah! tant'oltre non credea). 
Modesto vestíbulo de la casa de Virginio
Virginia llora sobre las cenizas de su madre, pero sus sirvientas la animan recordándole el amor que Icilio siente por ella (aria: Sulle materne ceneri). Virginia, consciente del peligro que supone Appio Claudio, manda a Tullia a buscar a Valerio para que éste traiga a su padre a Roma. Llega entonces Appio y le declara su amor a la joven; ella le responde que una unión entre patricios y plebeyos está prohibida por la ley, pero él le dice que puede abolir esa ley si ella le ama. Ante la negativa de la joven, Appio deduce que ama a otro y quiere saber quién es. La llegada de Icilio le permite saber quién es el objeto de su amor y jura vengarse. 
Acto II
Interior de la casa e Virginio
Virginio, que estaba en el ejército, regresa a casa. Su hija le cuenta que Appio ha ido a seducirla y Virginio protesta por ser esa la recompensa que recibe por haber vertido su sangre por la patria (aria: Oh! quante volte reduce). Como el permiso que le han dado a Virginio le obliga a regresar al día siguiente, optan por acelerar la boda de Virginia e Icilio, y así él podrá protegerla en ausencia de su padre.
Exterior del templo de Himeneo
Viendo que la boda está a punto de celebrarse, Marco trama la forma de impedirla: afirma que Virginia es en realidad hija de esclava suya y que fue comprada en secreto por la madre de Virginia, por lo que en realidad es de su propiedad. Icilio amenaza a marco, pero éste presenta el caso ante el recién legado Appio. Aparece entonces Virginio para defender a su hija, para sorpresa de Apio, que había preparado una trampa para que no pudiera abandonar el ejército. Icilio acusa a Marco de ser un secuaz de Appio, pero éste sigue reclamando que Virginia le sea entregada. Virginia amenaza entonces con suicidarse. 
Acto III
Apartamento de Appio
Appio teme la presencia de Icilio en el juicio, así que busca la forma de deshacerse de él a través de Marco, que ha contratado a unos hombres que prometen no decir nada. Llega Icilio y Appio le ofrece el cargo de pretor, por el que debe abandonar la ciudad de inmediato. Viendo la trampa, Icilio se niega y amenaza con frustrar su plan. 
Vestíbulo de la casa de Virginio
Virginio no ha conseguido convencer a Appio de que renuncie a sus planes, y tampoco ha conseguido encontrar a Icilio. Cuando padre e hija están a punto de salir para acudir al juicio, ella abraza sollozando los penates de la casa, presintiendo su destino. Llega entonces Valerio con la terrible noticia de que Icilio ha aparecido asesinado en la calle. Virginio deduce que todo ha sido obra de Appio. 
El foro
El pueblo se compadece de la suerte de Virginia, pero son interpelados por los lictores. Appio pide a los testigos que juren que Virginia es en realidad una esclava que pertenece a Marco. Virginio los acusa de mentirosos y Appio hace que los lictores se lo lleven para que no intervenga en la "justicia". Appio declara entonces que Virginia es la esclava de Marco. Virginio dice entonces que él ignora si fue comprada por su esposa, y pide poder abrazarla por última vez, ya que la crio como si fuera suya. Appio se lo concede, para no parecer cruel. Padre e hija se despiden y, para salvar el honor de su hija, Virginio la apuñala y la mata, para horror de todos

## Estructura
- Preludio

Acto I
- N. 1 - Introducción y Cavatina Qui Roma gli eletti suoi figli raduna - Ah! tant'oltre non credea (Coro, Appio, Marco)
- N. 2 - Coro y Cavatina Là, della madre innanzi all'urna - Sulle materne ceneri (Coro, Tullia, Virginia)
- N. 3 - Finale I Ah! non è vero, ascoltami (Appio, Virginia, Icilio)

Acto II
- N. 4 - Cavatina Oh! quante volte reduce (Virginio, Virginia, Tullia)
- N. 5 - Dueto Allor che avvinti sarem dai Numi (Icilio, Virginia, Tullia, Coro)
- N. 6 - Finale II Dallo stellato empireo - Oh tempi iniqui!...o iniqui mostri!... - Prima Icilio trafitto ed esangue (Coro, Marco, Virginia, Tullia, Icilio, Appio, Virginio, Valerio)

Acto III
- N. 7 - Dueto Si opporrebbe, è ver, la legge
- N. 8 - Dueto Sacri penati, ah! l'ultimo (Virginia, Virginio, Tullia, Coro, Valerio)
- N. 9 - Finale III In vestimenti squallidi - All'empia sentenza le vene mi stringe - Ch'io t'annodi al core infranto (Coro, Appio, Virginio, Virginia, Marco, Tullia, Valerio)

## Discografía
| Año  | Reparto (Virginia, Virginio, Appio, Icilio, Marco)                                                  | Director de Orquesta | Sello discográfico |
| ---- | --------------------------------------------------------------------------------------------------- | -------------------- | ------------------ |
| 2008 | Susan Patterson, Stefano Antonucci, Paul Charles Clarke, Charles Castronovo, Andrew Foster Williams | Maurizio Benini      | Opera Rara         |